# Velká cesta (film, 1987)
Velká cesta (v originále Le Grand Chemin) je francouzský hraný film z roku 1987, který režíroval Jean-Loup Hubert podle vlastního stejnojmenného románu. Snímek měl světovou premiéru 25. března 1987.

## Děj
Je léto roku 1959. Claire, těhotná mladá matka opuštěná svým manželem, přijíždí z Paříže, aby svěřila svého 9letého syna Louise své kamarádce z dětství Marcelle žijící v Rouans, malé vesnici západně od Nantes. Poté se vrací zpět porodit do Paříže.
Zprvu zdráhavý a smutný mladý Louis rychle objevuje život na venkově díky své první lásce Martine, rozpustilé a drzé dívce ze sousedství.
Louise si také postupně zalíbí Pelo, Marcellin manžel. Jejich manželství ale není příliš šťastné, protože Pelo hodně pije. Louis zjistí, že Pelo často navštěvuje hřbitov. Marcelle a Pelo jsou poznamenáni ztrátou vlastního syna Jean-Pierra, který se před deseti lety narodil mrtvý. Přítomnost mladého Louise jim umožní nový začátek.

## Obsazení
| Anémone             | Marcelle                       |
| Richard Bohringer   | Pelo                           |
| Antoine Hubert      | Louis                          |
| Vanessa Guedj       | Martine                        |
| Christine Pascal    | Claire                         |
| Raoul Billerey      | kněz                           |
| Pascale Roberts     | Yvonne, matka Martine          |
| Marie Matheron      | Solange, starší sestra Martine |
| Daniel Rialet       | Simon, snoubenec Solange       |
| Jean-François Dérec | řidič autobusu                 |
| André Lacombe       | Hippolyte                      |
| Denise Péron        | Marie                          |
| Jean Cherlian       | tlusťoch                       |
| Thierry Flamand     | doktor Gauthier                |
| Julien Hubert       | dítě v kostele                 |

## Ocenění
- César: nejlepší herec (Richard Bohringer), nejlepší herečka (Anémone); nominace v kategoriích nejlepší film, nejlepší režie (Jean-Loup Hubert), nejlepší původní scénář nebo adaptace (Jean-Loup Hubert), nejlepší střih (Raymonde Guyot)
- Cena Georgese de Beauregard